# Zellbiologie

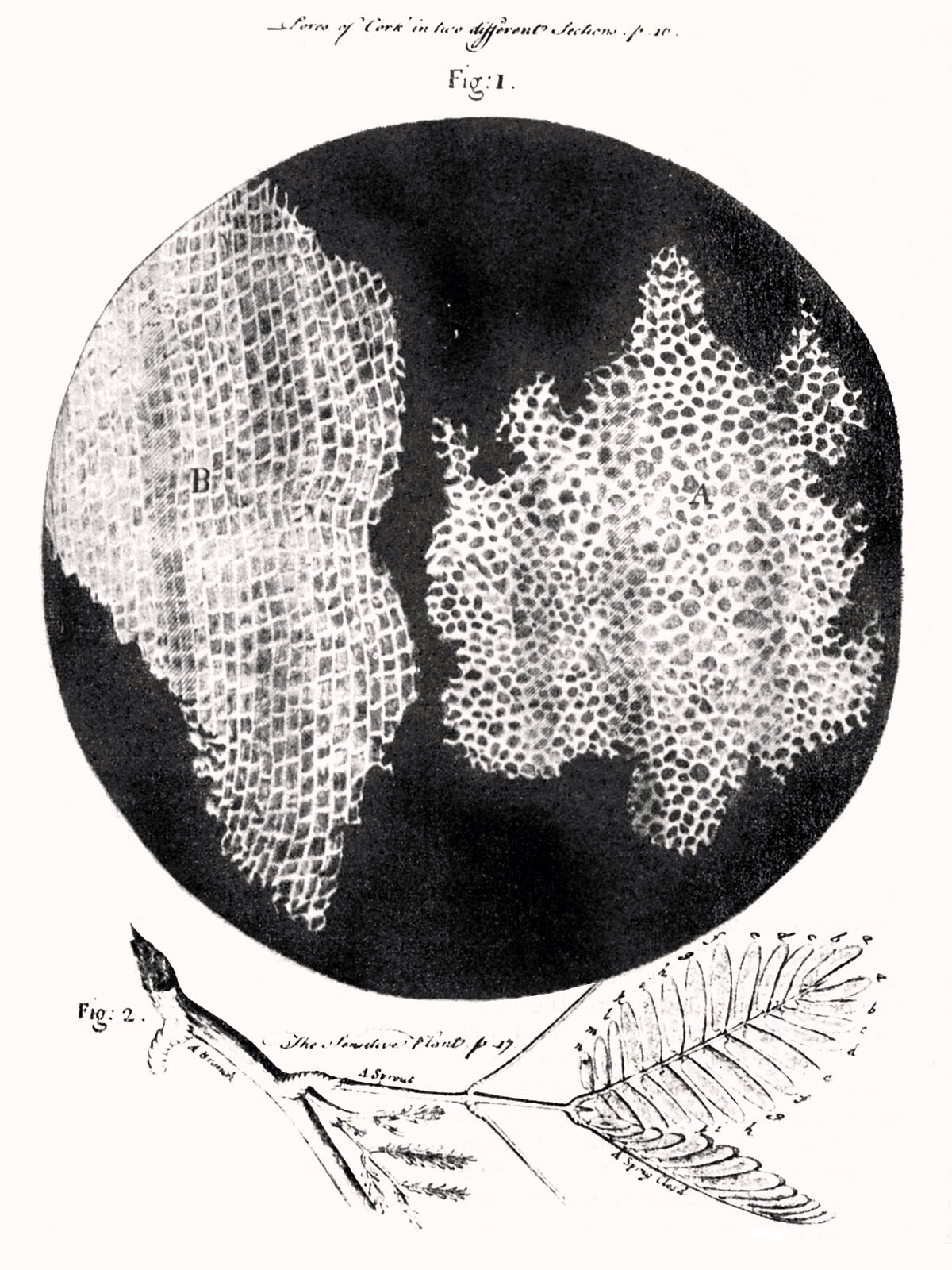
Zellen in einem Schnitt durch Flaschenkork, aus Robert Hookes Micrographia

Die Zellbiologie, Zytologie (von altgriechisch κύτος kytos ‚Zelle‘, λόγος lógos ‚Lehre‘) oder Zellenlehre, früher auch Cytobiologie, ist ein Teilgebiet der Biologie und der Medizin. Mit Hilfe der Mikroskopie und molekularbiologischer Methoden erforscht die Zellbiologie Zellen, um biologische Vorgänge auf zellulärer Ebene zu verstehen und aufzuklären. Dazu gehört die Untersuchung der verschiedenen Zellkompartimente und der Zellorganellen, der Zellteilung, der Bewegung von Zellen und Zellverbänden sowie der Kommunikation von Zellen untereinander.
Die Zellbiologie hat enge Kontakte mit den Nachbardisziplinen Biochemie, Molekularbiologie, Botanik, Zoologie, Physiologie, Entwicklungsbiologie und Immunologie.
Die Bezeichnung „Zytologie“ wird umgangssprachlich auch synonym für Zytodiagnostik gebraucht.

## Geschichte
- 1590–1610: Lichtmikroskop von Hans und Zacharias Janssen[1] sowie Cornelis Jacobszoon Drebbel.
- 1665–1667: Robert Hooke prägte den Begriff Zelle (cellula, Kämmerchen, „Schachtel“), nachdem er diese als Hohlräume im Gewebe des Flaschenkorks, später dann des Farns und Sonnentaus, mit Hilfe eines der ersten Mikroskope entdeckt und detailliert aufgezeichnet hatte (siehe Abbildung).
- 1675 und 1679: Mikroskopische Beschreibung der Pflanzenzellen durch Marcello Malpighi in Anatome plantarum.
- 1683: Antoni van Leeuwenhoek entdeckte Mund- und Darmbakterien, parasitäre Einzeller und rote Blutkörperchen.
- Zu Beginn des 19. Jahrhunderts wurde die Zelle als Elementareinheit der Pflanzenorgane betrachtet (Franz Meyen (1804–1840)).
- 1837 beschreibt Jan Evangelista Purkyně „körnige Gebilde“ als Aufbauelemente der Organismen.
- 1838 begründete Matthias Jacob Schleiden die Zelltheorie mit der Behauptung, dass alle Pflanzen aus Zellen bestehen. Theodor Schwann erweiterte noch im selben Jahr die Aussage auf Tiere. Er stellte fest, dass Zellen von einer Membran umgeben sein müssen und dass jedes Gewebe aus Zellen einer bestimmten Art besteht.
- 1839: Theodor Schwann zeigte, dass Tiere und Pflanzen aus Zellen bestehen.
- 1845 veröffentlichte Carl von Siebold ein Buch, in dem er Protozoen als einzellige Lebewesen darstellte und damit zeigte, dass Zellen unabhängig voneinander leben können.
- Zur gleichen Zeit widerlegten Louis Pasteur und andere die Theorie, dass Zellen spontan aus toter organischer Materie (generatio spontanea) entstehen können.
- 1855 bestätigte Rudolf Virchow für das Gebiet der Pathologie die auf Pflanzen bezogene Theorie Meyens, dass jede Zelle aus einer anderen entsteht („omnis cellula e cellula“), und publizierte seine ab 1849 entwickelte Zellularpathologie.
- 1861 zeigte Max Johann Sigismund Schultze, dass das Protoplasma unabhängig von der Art der Zelle immer nahezu die gleichen physikalischen Eigenschaften aufweist.[2]
- 1902 veröffentlicht Rudolf Höber die Physikalische Chemie der Zelle und der Gewebe.
- 1974 erhält Hermann Themann,[3] zuvor außerplanmäßiger Professor für Medizinische Physik und Elektronenmikroskopie, einen Lehrstuhl für Medizinische Cytobiologie an der Universität Münster.